# Francesco Farioli
Francesco Farioli (Barga, 10 de abril de 1989) é um técnico de futebol e ex-futebolista italiano que atuava como goleiro. Atualmente comanda o Porto.

## Carreira
Farioli teve uma curta carreira de jogador, tendo atuado pelo Margine Coperta até 2008, tendo se formado em Filosofia pela Universidade de Florença. Em 2009, com apenas 20 anos, tornou-se treinador de goleiros do Margine, permanecendo na equipe até 2011.
Passou ainda pelas comissões técnicas de Fortis Juventus, Lucchese, Benevento, Sassuolo e Alanyaspor (como treinador de goleiros ou auxiliar-técnico), além de ter sido coordenador-técnico da seleção Sub-17 do Catar. Sua estreia como treinador foi no Fatih Karagümrük, assumindo o comando da equipe turca em março de 2021, sendo um dos técnicos mais jovens do futebol europeu na temporada (tinha 31 anos na época)
19 dias após deixar o Fatih Karagümrük, Farioli voltou ao Alanyaspor em dezembro de 2021, substituindo Bülent Korkmaz. Comandou ainda Nice e Ajax antes de ser anunciado como novo treinador do Porto em julho de 2025, substituindo o argentino Martín Anselmi.